# Desmatophoca
Desmatophoca is een geslacht van uitgestorven mariene zoogdieren die voorkwamen in het Midden-Mioceen.

## Beschrijving
Deze primitieve zeehonden hadden een gestroomlijnd lichaam met een korte staart. De sterke voorpoten en de iets zwakkere achterpoten hadden de vorm van peddels met verlengde en gespreide tenen/vingers die onderling verbonden waren door zwemvliezen. De grote ogen zorgden voor een optimaal blikveld, hetgeen ideaal was voor oogjagers. Op zijn gehoor kon het dier niet jagen, want dit was waarschijnlijk nog niet geperfectioneerd voor een leven onder water.

## Vondsten
Resten van dit dier werden gevonden in Japan, Californië en Oregon.